# Ecphylus optilus
Ecphylus optilus är en stekelart som beskrevs av Marsh 1965. Ecphylus optilus ingår i släktet Ecphylus och familjen bracksteklar. Inga underarter finns listade i Catalogue of Life.